# 交響曲第2番 (大澤壽人)
交響曲第2番は、日本の作曲家、大澤壽人が1934年10月から同年12月にかけてパリで作曲した2番目の交響曲。

## 概要
交響曲と題されてはいるが、各楽器が合奏協奏曲のごとくかけ合うため、管弦楽のための協奏曲の要素が色濃い。日本風の旋律が多く使われてはいるが、民謡や旋律を露骨に現してはいない。主要主題の多くは第1主題の序奏から派生したものであり、セザール・フランクが好んだ循環形式を用いている。

## 日本初演
1936年5月26日、日本青年館において作曲者指揮、新交響楽団（のちのNHK交響楽団）によって初演されたが、この時点では日本のオーケストラにとって総合的に見て負荷がかかりすぎた。

## 楽器編成
フルート2、ピッコロ、オーボエ2、コーラングレ、クラリネット2、バスクラリネット、ファゴット2、コントラファゴット、ホルン4、トランペット3、トロンボーン3、チューバ、ティンパニ、チェレスタ、木琴、タムタム、シンバル、小太鼓、大太鼓、シンバル、弦五部。

## 作品の内容

### 第1楽章　Andante-Allegro
ソナタ形式。弱音器付きのヴァイオリンがチェレスタの分散和音の上で一体となる序奏に始まり、この旋律は全曲の核となるものである。主部はホルンが提示する皮肉な第1主題で開始され、各楽器が演奏してクライマックスになった後、コーラングレに君が代の冒頭の旋律が現れる。まもなくヴァイオリンの伴奏を伴ってファゴットが第2主題を提示した後、展開部に移行する。3度の遊びと呼ばれる序奏主題と関連性がある旋律が、木管と弦の伴奏の上でヴァイオリンに現れるが、すぐにトランペットが憂鬱なファンファーレを奏でた後に大小のうねりを見せ、ティンパニなどの連打で一度沈静化してすぐに元に戻る。やがてトランペットにより第1主題が再現され、再現部は提示部に比していささかドラマチックである。コーダはチェレスタの分散和音で開始され、この楽章で提示された動機や主題が全て登場し、レ音を伴って暴力的に曲を閉じる。

### 第2楽章
独奏パートを含み、アリアとトッカータが交互に奏される4つの小楽章で構成されている。1番目の小楽章は、コーラングレが日本民謡と西洋音楽を融合させた叙情的な旋律を奏する。2番目の小楽章でヴァイオリンが提示する主題は、形を変えながら勇ましくなる。独奏楽器のカデンツァを伴う中間部を経て、この小楽章の提示部が再現される。3番目の小楽章は2本のクラリネットが第1アリアで奏された主題をワルツ風に再現した後、コーダを暗示させる旋律が登場する。4番目の小楽章はヴィオラ、フルート、チェロ、ファゴットの組み合わせで構成される。この小楽章は、2番目の小楽章で現された第1トッカータを発展させたものである。トッカータはヴィオラが第1楽章序奏主題と第1トッカータとつながりがある主題を奏して開始され、これが独奏楽器と管弦楽の対話で大きさを変えながら進行する。やがて第2小楽章の主題が現れるが長続きせず、全合奏でクライマックスになる。その後、チェロ、ファゴット、ヴィオラ、スネアドラムの対話を伴い、フルートが第2トッカータ主題を変形させたジャズ風の動機を提示する。これは全楽器に行き渡り、まもなく第2トッカータ主題が回帰し、シンバルの合図で曲を閉じる。

### 第3楽章 Cappriccio alla rondo
小太鼓のトレモロ上でトランペットが奏するファンファーレで開始される。

## 録音
世界初録音が比較的容易に入手できる。
- ドミトリ・ヤブロンスキー指揮、ロシア・フィルハーモニー管弦楽団（Naxos 8.557416J、『ピアノ協奏曲第2番』とのカップリング）。